# 布尔素理想定理
數學上，布尔素理想定理（英語：Boolean prime ideal theorem）声称每個布尔代数中的任何理想，都可以扩展成素理想。这个陈述对于在集合上的滤子的变体叫做超滤子引理。不同数学结构上，理想的定義有所不同，例如環有（环论）素理想，分配格有（序理论）极大理想。對於有定義「理想」的數學結構，有時有類似的素理想定理（prime ideal theorem）保证存在滿足特定條件的「素理想」。布尔素理想定理是序理论的素理想定理。
尽管各种素理想定理可能合乎直觉，它们一般不能从策梅洛-弗蘭克爾集合論（ZF）的公理推导出来，反而有些等价于选择公理（AC），有些（如布尔素理想定理）雖然严格弱于AC，仍不能由ZF證明。由於布尔素理想定理的強度介乎ZF和ZF+AC (ZFC)之间，有時亦用作集合论的公理，缩写為BPI（对布尔代数）或PIT。

## 素理想定理
介紹素理想定理需要以下定義：
理想
偏序集（poset）的序理论理想是（非空）有向的下閉子集。如果考虑的poset（例如布尔代数）有二元上确界{\displaystyle \vee }，则理想可等价刻劃為下闭且對{\displaystyle \vee }封閉的子集{\displaystyle I}。
素理想
理想I稱為「素」，意思是只要下确界x{\displaystyle \wedge }y在I中，則必有x在I中或y在I中。
真理想
即不等于整个poset的理想。
历史上，与素理想定理有关的第一个陈述，是用滤子表述。原偏序集上的濾子即是其对偶偏序集上的理想。超滤子引理声称，集合上的每個滤子，都包含在某个超滤子（极大的真滤子）内。集合上的滤子就是它幂集上的布尔代数的真滤子。在这个特殊情况下，极大滤子（不是任何真滤子的严格子集的滤子）和素滤子（若{\displaystyle X\cup Y}在其中，則必有X或Y之一在其中）是一致的。所以这个陈述的（等价）对偶确保了集合幂集的每個理想都包含在一个素理想中。
上述陈述可以推出幾條更一般的素理想定理，每條分為弱形式和强形式。“弱素理想定理”声称所有“不平凡”（non-trivial）的特定类的代数都有至少一个素理想。相反，“强素理想定理”要求不與给定滤子相交的所有理想都可以扩展成仍不與之相交的素理想。在代数不是poset的情况下，則用其他子结构替代滤子。已知不少此類定理互相等价，所以断言“PIT”成立通常等價於断言對应的布尔代数陈述（BPI）有效。
還有一種变体是把“素理想”替代为“极大理想”，所得的极大理想定理（MIT）有時比對應的PIT强，但不一定。

## 布尔素理想定理
布尔素理想定理是给布尔代数的强素理想定理。形式陈述为：
设B是布尔代数，I是理想，并设F是B的一个滤子，使得I和F不交。则I被包含在B的不相交于F的某个素理想中。
布尔代数的弱素理想定理則声称：
所有布尔代数都包含一个素理想。
分別称呼这些陈述为强和弱BPI。这两个陈述是等价的，因为强BPI明显蕴涵了弱BPI；欲證反蕴涵，可以在适当的商代数中，使用弱BPI找到相應的素理想。
BPI有不同表达方式。布尔代数中，有以下定理：

对于布尔代数B的任何理想I，下列是等价的：
- I是素理想。
- I是极大真理想，就是说对于任何真理想J，如果I包含在J中则I = J。
- 对于B的所有元素a，I正好包含{a, ¬a}之一。

它的对偶說明素滤子和超滤子等价。定理最后一个性质是自对偶命題，只是結合前面假定的「I是理想」给出了素理想的完全刻画。这个定理的所有蕴涵都可以在经典Zermelo-Fraenkel集合论内证明。
由上述定理，下列布尔代数的（强）极大理想定理（MIT）等价于BPI：
设B是布尔代数，设I是一个理想并设F是B的一个滤子，使得I和F不相交。则I包含在B的不相交于F的某个极大理想内。
此處「极大」是全局极大，而不是指不相交于F的理想之中的极大，但後者也給出BPI的另一个等价刻劃：
设B是布尔代数，设I是一个理想并设F是B的一个滤子，使得I和F不相交。则I包含在B的不相交于F的所有理想中极大的某个理想内。
这个陈述等价于BPI是因為有定理：「对于任何分配格L，如理想I在不相交于给定滤子F的L的所有理想中是极大的，则I是素理想。」这个陈述在ZF內可证，見理想 (序理论) § 极大理想。因为任何布尔代数都是分配格，該定理证实了上段的命題等價於BPI。
以上幾種陈述都是等价的。更进一步，因為布尔代数的对偶次序是布尔代数自身，当對以上陈述取对偶的时候，所得的等價命題也是适用于布尔代数的定理，但是其中“理想”一詞都被替代为“滤子”。若考慮的布尔代数是某集合的幂集（以子集關係為序），「极大滤子定理」被称为超滤子引理。
总结起来，对于布尔代数，弱和强MIT、弱和强PIT、用滤子替代了理想的等价陈述都是等价的。已知所有这些陈述都是选择公理的推论（可利用佐恩引理证明），但是不能在经典Zermelo-Fraenkel集合论中证明。但是BPI严格的弱于选择公理，尽管这个陈述的证明是非常不平凡的。

## 进一步的素理想定理
前面以布尔代数為例介紹的典型性質，經修改後，亦適用於更一般的格，比如分配格或Heyting代数。但是，在这些情况下极大理想不同于素理想，而在PIT和MIT之间的关系是不明显的。
实际上，已发现分配格甚至Heyting代数的MIT等价于选择公理。在另一方面，已知分配格的强PIT等价于BPI（即布尔代数的MIT和PIT），所以这个陈述严格弱于选择公理。而由於Heyting代数不是自对偶，使用滤子替代理想會产生不同的定理。更甚者，關於Heyting代数对偶的MIT並不强于BPI，與上述的Heyting代数的MIT截然不同。
最后，素理想定理也存在于其他（非序理论的）抽象代数中。比如，环的MIT蕴涵了选择公理。这种情况需要把序理论的术语「滤子」替代为其他概念，对于环則是乘法闭合子集。

## 超滤子引理
在集合X上的滤子是由X的若干非空子集組成，對有限交和超集闭合（向上封閉）的搜集。超滤子是极大滤子。超滤子引理声称集合X上的所有滤子都是X上某个超滤子的子集。这个引理最常用在拓扑学中。
超滤子引理等价于布尔素理想定理，此等價可使用不带选择公理的ZF集合论证明。证明的想法是任何集合的全體子集，以包含關係為偏序，都組成布尔代数，而任何布尔代数都可通过Stone表示定理表示为集合的代数。

## 应用
直觉上，布尔素理想定理声称在布尔代数中有足够多的素理想，使所有理想都可以扩展成极大理想。这对于证明Stone布尔代数表示定理（Stone对偶性的特殊情况）有用，過程會為布尔代数的所有素理想的集合賦予特定的拓扑，并从这个拓扑找回最初的布尔代数（在同构的意義下）。此外，应用中可以自由选用素理想或素滤子，因为理想與滤子一一對應：將理想的元素逐個取布尔补，就得到濾子。
在一般拓扑学中，一些被称为依赖于选择公理的定理实际上等价于BPI。例如，「紧致豪斯多夫空间之积仍為緊」等价于它，但如果去除“豪斯多夫”條件，則等价于完整的选择公理。